# Van Wert (Iowa)
Van Wert – miasto w Stanach Zjednoczonych, w stanie Iowa, w hrabstwie Decatur. W 2000 liczyło 231 mieszkańców.